# Казамассіма
Казамассіма (італ. Casamassima) — муніципалітет в Італії, у регіоні Апулія, метрополійне місто Барі.
Казамассіма розташована на відстані близько 390 км на схід від Рима, 20 км на південь від Барі.
Населення — 19 954 особи (2014).
Щорічний фестиваль відбувається другої неділі вересня. Покровитель — святий Рох.

## Демографія
Населення за роками:

Станом на 1 січня 2023 року в муніципалітеті офіційно проживало 698 іноземців з 57 країн, серед них 94 громадяни країн Євросоюзу та 24 громадяни України.

## Сусідні муніципалітети
- Аккуавіва-делле-Фонті
- Адельфія
- Капурсо
- Челламаре
- Конверсано
- Нойкаттаро
- Рутільяно
- Саммікеле-ді-Барі
- Турі
- Валенцано